# Aisling Franciosi
Aisling Franciosi (Dublín, 6 de junio de 1993) es una actriz irlandesa. Ganó un premio AACTA por su papel protagonista en la película The Nightingale (2018). En televisión, es conocida por sus papeles en el drama criminal The Fall (2013-2016) de la BBC Two, la temporada 2 de la serie Legends de TNT (2015) y la miniserie Black Narcissus de BBC One (2020). Entre 2016 y 2017, interpretó a Lyanna Stark en la serie de HBO Game of Thrones.

## Biografía
Franciosi nació en Dublín, aunque pasó los primeros cuatro años de su vida en Milán (Italia) y luego regresó a Dublín (Irlanda) con su madre y sus hermanos mayores cuando sus padres se separaron. Su padre es italiano y trabaja como cirujano cardíaco en Milán, mientras que su madre es irlandesa y es una maestra jubilada de Dublín.Aisling tiene dos hermanos mayores y una hermana menor. Es bilingüe, habla con fluidez inglés e italiano y estudió francés y español en el Trinity College de Dublín.
Entre 2013 y 2016, interpretó el papel de Katie Benedetto en la serie de drama criminal The Fall, de RTÉ y BBC Two. Hizo su debut en la gran pantalla en 2014 en la película Jimmy's Hall. Al año siguiente, protagonizó la segunda temporada de la serie Legends, de TNT, como Kate Crawford.
En 2016, apareció en la sexta temporada de la serie de HBO Game of Thrones como Lyanna Stark y repitió el mismo papel en la séptima temporada. Consiguió el papel principal de Clare Carroll en la película de 2018 The Nightingale, un drama de época ambientado en Tasmania y dirigido por Jennifer Kent. Por su participación en esta serie recibió elogios de la crítica y una serie de premios, incluido un AACTA. También tuvo papeles secundarios y recurrentes en la primera temporada de la serie de suspenso de la BBC Clique como Georgia Cunningham, y en la serie Picasso de la antología de televisión de National Geographic Genius como Fernande Olivier.
Franciosi interpretó a la hermana Ruth en la miniserie de 2020 Black Narcissus junto a Gemma Arterton y ha aparecido en las películas Home (2020), The Unforgivable (2021) y God's Creatures (2022). En 2023 trabajó en la película de terror The Last Voyage of the Demeter, donde interpreta a Anna, una polizón que se cuela en el Demeter en su viaje a Londres y afirma que una criatura horrible está en el barco con ellos.
En 2024 participó en la película de drama biográfico Rothko, dirigida por Sam Taylor-Johnson, y en la película terror y suspense escrita y dirigida por James Watkins, Speak No Evil. Además, tiene próximos papeles en la película de suspense Turn Up The Sun!, dirigida por Jamie Adams y en la película de comedia Twinless, escrita y dirigida por James Sweeney.

## Filmografía

### Cine

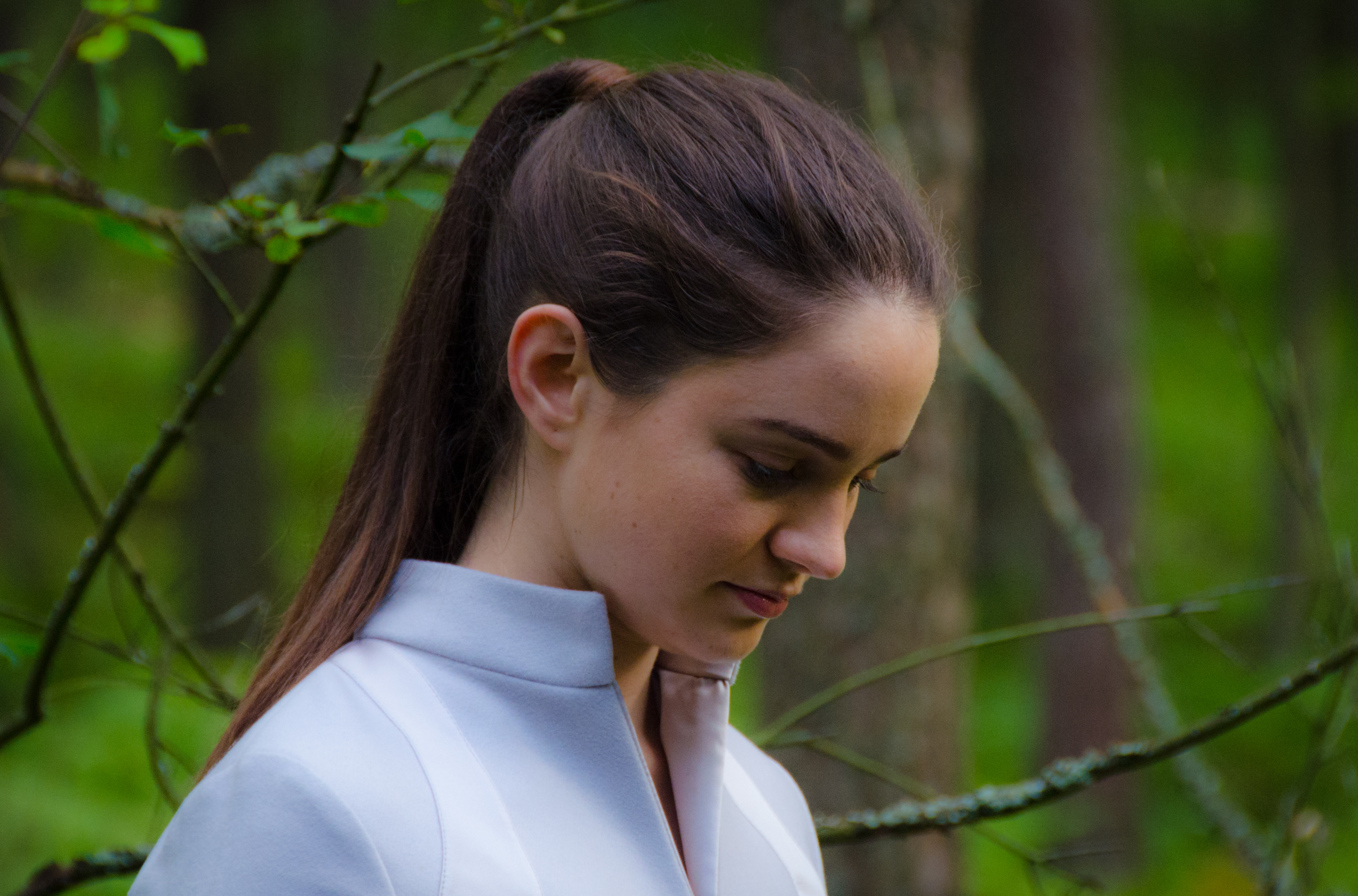
Franciosi en 2016 en el cortometraje Ambition - Epilogue, dirigido por Maciej Jackiewicz.

| Año  | Título                         | Papel             | Notas                                         | Ref.   |
| ---- | ------------------------------ | ----------------- | --------------------------------------------- | ------ |
| 2014 | Jimmy's Hall                   | Marie             |                                               |        |
| 2014 | Ambition - The Film            | Aprendiz          | Cortometraje para la misión Rosetta de la ESA |        |
| 2016 | Ambition – Epilogue            | Maestra           | Cortometraje para la misión Rosetta de la ESA |        |
| 2016 | The Sticks                     | Sarah             | Cortometraje                                  |        |
| 2018 | The Nightingale                | Clare Carroll     |                                               |        |
| 2020 | Home                           | Delta             |                                               |        |
| 2021 | The Unforgivable               | Katherine Malcolm |                                               |        |
| 2022 | God's Creatures                | Sarah Murphy      |                                               |        |
| 2023 | The Last Voyage of the Demeter | Anna              |                                               | [ 12 ] |
| 2023 | Stopmotion                     | Ella Blake        |                                               |        |
| 2024 | Rothko                         | Kate Rothko       |                                               | [ 13 ] |
| 2024 | Speak No Evil                  | Ciara             |                                               | [ 14 ] |
| 2025 | Twinless                       | Marcie            |                                               | [ 16 ] |
| —    | Turn Up The Sun!               | —                 | Posproducción                                 | [ 15 ] |

### Televisión
| Año       | Título                    | Papel                     | Notas                                                        | Ref.   |
| --------- | ------------------------- | ------------------------- | ------------------------------------------------------------ | ------ |
| 2012      | Trivia                    | Trish                     | Temporada 2, episodio 5                                      |        |
| 2013-2016 | The Fall                  | Katie Benedetto           | 16 episodios                                                 |        |
| 2014      | Quirke                    | Phoebe Griffin            | 3 episodios                                                  |        |
| 2015      | Vera                      | Sigourney O'Brien         | Episodio: «Muddy Waters»                                     |        |
| 2015      | Legends                   | Kate Crawford             | 10 episodios                                                 |        |
| 2016-2017 | Game of Thrones           | Lyanna Stark              | Episodios: «The Winds of Winter» y «The Dragon and the Wolf» |        |
| 2017      | Clique                    | Georgia Cunningham        | Temporada 1                                                  |        |
| 2018      | Genius: Picasso           | Fernande Olivier          | Nat Geo - temporada 2, episodio 3                            |        |
| 2020      | I Know This Much Is True  | Dessa Constantine (joven) | Miniserie                                                    |        |
| 2020      | Black Narcissus           | Hermana Ruth              | Miniserie                                                    |        |
| 2024      | The Legend of Vox Machina | Kaylie (voz)              | Temporada 2 (4 episodios)                                    |        |
| —         | The Abandons              | Trisha Van Ness           | Posproducción; papel principal                               | [ 17 ] |

## Premios y nominaciones
| Año  | Premio                             | Categoría                                                 | Trabajo nominado    | Resultado | Ref.   |
| ---- | ---------------------------------- | --------------------------------------------------------- | ------------------- | --------- | ------ |
| 2015 | Irish Film & Television Awards     | Mejor actriz en un papel secundario - Drama               | The Fall            | Ganadora  | [ 18 ] |
| 2019 | Gotham Awards                      | Intérprete innovador                                      | The Nightingale     | Nominada  |        |
| 2019 | Detroit Film Critics Society       | Mejor interpretación revolucionaria                       | The Nightingale     | Nominada  |        |
| 2019 | AACTA Awards                       | Mejor actriz en un papel principal                        | The Nightingale     | Ganadora  | [ 19 ] |
| 2019 | Chicago Film Critics Association   | Artista más prometedora                                   | The Nightingale     | Ganadora  |        |
| 2019 | Dublin Film Critics' Circle        | Breakthrough Performance                                  | The Nightingale     | Ganadora  | [ 20 ] |
| 2020 | Alliance of Women Film Journalists | Actuación más atrevida                                    | The Nightingale     | Ganadora  |        |
| 2020 | Irish Film & Television Awards     | Mejor actriz en un papel principal – Película             | The Nightingale     | Nominada  | [ 21 ] |
| 2020 | Irish Film & Television Awards     | Estrella en ascenso                                       | Estrella en ascenso | Ganadora  | [ 21 ] |
| 2021 | Irish Film & Television Awards     | Mejor actriz en un papel principal – Drama                | Black Narcissus     | Nominada  |        |
| 2022 | British Independent Film Awards    | Mejor interpretación de una actriz en un papel secundario | God's Creatures     | Nominada  |        |
| 2023 | Irish Film & Television Awards     | Mejor actriz en un papel secundario – Película            | God's Creatures     | Pendiente | [ 22 ] |